# Lukas Forchhammer
 Denne side omhandler personen Lukas Forchhammer, og ikke bandet Lukas Graham
Lukas Graham Forchhammer alias Lukas Graham (født 18. september 1988 på Christiania) er en dansk sanger og tidligere skuespiller. Han dannede bandet Lukas Graham i 2010, hvor han er forsanger.
Som barn spillede Forchhammer med i Krummerne-filmserien i rollen som lillebroren Grunk.

## Karriere
Forchhammer spillede Grunk, Mads Krumborgs lillebror, i de populære familiefilm om Krummerne, en rolle han havde i alle de tre første film om Krummerne samt den efterfølgende julekalender.
Udover skuespil har han lagt stemmer til en del tegnefilm blandt andet som Anders i Toy Story 2 og Toy Story 3 og som Jakob i Grislings store eventyr.
I hans tidlige år som musiker var han del af rapgruppen MFS. I dag laver han musik under navnet Lukas Graham og har blandt andet gjort sig bemærket ved at være ugens uundgåelige på P3 med hittet "Ordinary Things". I efteråret 2011 startede han en danmarksturné med sit band. I 2012 blev Graham nomineret til en Zulu Award for årets nye navn.

## Privatliv
Forchhammer er søn af Eva Forchhammer og Eugene Graham og er vokset op på fristaden Christiania. Han var tidligere med i rapgruppen MFS eliten.
Forchhammer blev gift med Marie Louise 'Rillo' Schwartz den 15. juli 2021 efter at parret havde datet siden 2012. Parret mødte hinanden i gymnasiet. Parret har sammen to døtre, Viola (f. 2016) og Billie (f. 2020).

## Diskografi
Med Lukas Graham
- Lukas Graham (2012)
- Lukas Graham (Blue Album) (2015)
- 3 (The Purple Album) (2018)
- 4 (The Pink Album) (2023)

## Filmografi

### Film
- Krummerne (1991)
- Krummerne 2 - Stakkels Krumme (1992)
- Krummerne 3 - Fars gode idé (1994)
- Krummerne - De bedste fraklip (1995)
- 7 Years of Lukas Graham (2020)

### Tv
- Krummernes Jul (1996)

### Stemmeskuespiller
- Græsrødderne (1998) Myredreng
- Toy Story 2 (1999) Anders
- Tigerdyrets familiefest  (2000) Jakob
- Monsters, Inc. (2001)
- Peter Pan - Tilbage til Ønskeøen (2002) Fuppe
- Grislings store eventyr (2003) Jakob
- Løvernes Konge 3: Hakuna Matata (2004) Simba (barn)
- Toy Story 3 (2010) Anders